# Karaff

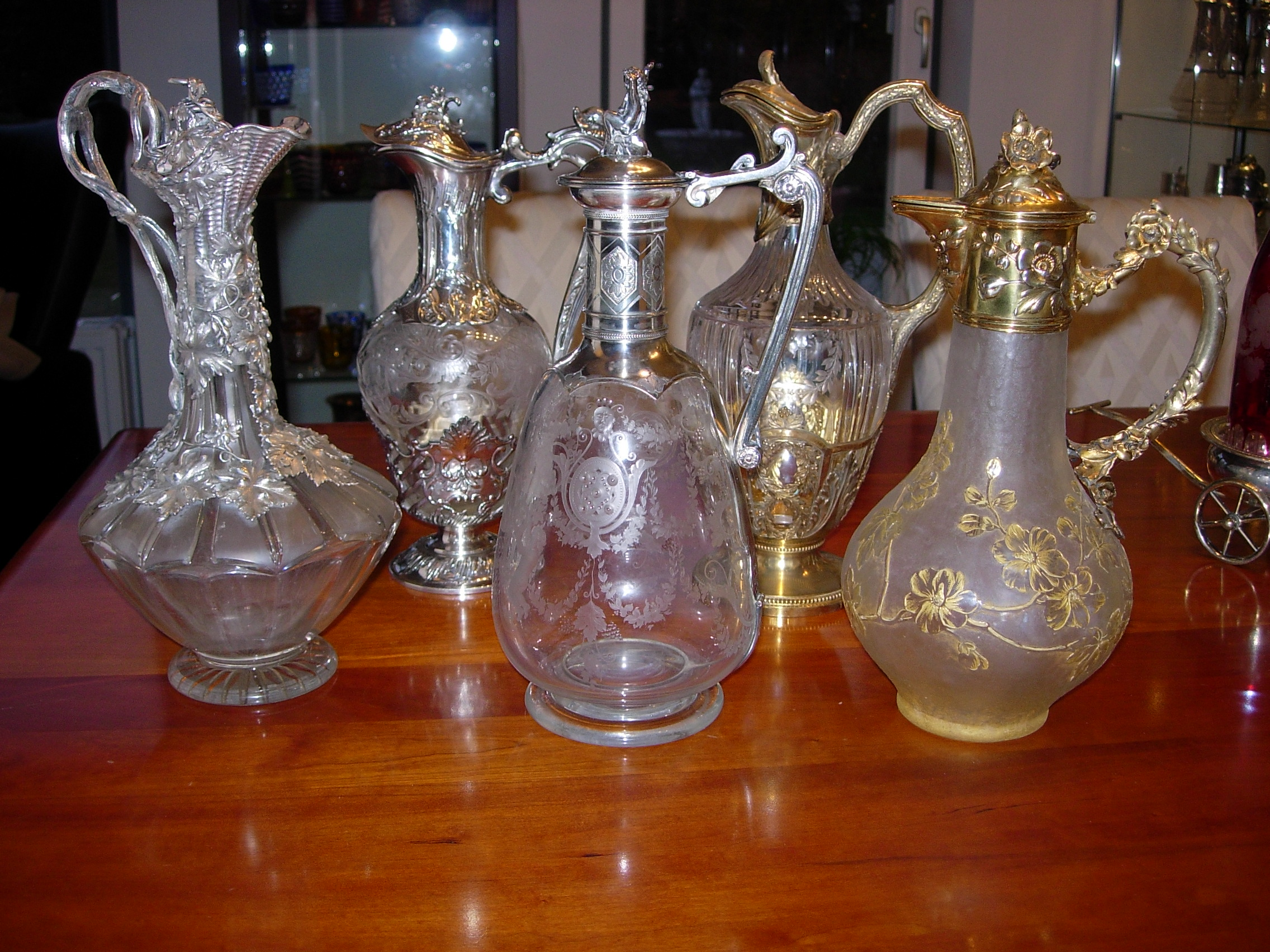
Fem karaffer.

Karaff är ett serveringskärl för kall dryck, vanligen i glas och utan hänkel. Den är ofta flaskliknande och använd för vin.

## Varianter
Vissa karaffer används för dekantering av vin, vanligen med en inslipad glaspropp. Finare karaffer kan vara graverade med dekorativa mönster eller ha slipade fasetter. I mindre påkostat utförande kan en karaff användas även för dricksvatten m m.
En enklare karaff kallas karaffin.
Karaffer kan förekomma även i andra former, exempelvis med ett fast handtag på sidan och med hällpip vid en tämligen bred öppning, eller med en lång pip utgående i närheten av bottnen på karaffen, ungefär som på en kaffekanna.

## Etymologi
Karaff är ett lånord med ursprung i arabiska gharräfah ('dryckeskärl'). Efter att ha vandrat genom flera europeiska språk (via spanska garrafa, italienska caraffa och franska carafe) kom det in i svenskan på 1700-talet.